# Hrabstwo Panola (Teksas)

Piramida wieku hrabstwa

Hrabstwo Panola – hrabstwo położone w USA w stanie Teksas. Utworzone w 1846 r. Siedzibą hrabstwa jest miasto Carthage. Według spisu w 2020 roku populacja hrabstwa spadła do 22,5 tys. mieszkańców, w tym 15,7% stanowili czarni lub Afroamerykanie i 9,1% było Latynosami. Hrabstwo przecina po przekątnej rzeka Sabine. 
Hrabstwo ma liczne jeziora, w tym Murvaul, Toledo Bend Reservoir i Martin Creek.

## Gospodarka
45% areałów hrabstwa zajmują pastwiska, 19% uprawy i 31% to obszary leśne. 
- wydobycie gazu ziemnego (4. miejsce w stanie) i ropy naftowej[4]
- hodowla drobiu (10. miejsce), bydła[3]
- uprawa choinek (9. miejsce), jagód, orzechów pekan i warzyw[3]
- produkcja siana[3].

## Sąsiednie hrabstwa
- Hrabstwo Harrison (północ)
- Parafia Caddo, Luizjana (północny wschód)
- Parafia De Soto, Luizjana (wschód)
- Hrabstwo Shelby (południe)
- Hrabstwo Rusk (zachód)

## Miasta
- Beckville
- Carthage
- Gary City
- Tatum